# 永治村
永治村（えいじむら）は、千葉県印旛郡に存在した村。

## 地理
- 現在の千葉県印西市の西部、白井市の東部に位置している。
- 下総台地の中部に位置し、村のほとんどは台地となっている。
- 村の北部は手賀沼に面しており、平地になっている。
- 北で手賀村、北東で大森町、南東で船穂村、南で船橋市・八千代町、西で白井村とそれぞれ接していた。

## 歴史

### 村域の変遷
- 1889年（明治22年）4月1日 - 町村制施行に伴い、浦部村、白幡村、小倉村、平塚村、浦部村新田、浦幡新田、高西新田が合併して発足。
- 1913年（大正2年）7月10日 - 谷清村を編入。
- 1954年（昭和29年）12月1日 - 一部の地域（浦部、白幡、小倉、浦部村新田、浦幡新田、高西新田）が大森町、木下町、船穂村の2町1村と合併して印西町を新設。残部（平塚と旧谷清村）は白井村に編入。永治村消滅。

| 1868年 以前 | 1868年 以前   | 1872年 (明治5) | 1889年 (明治22) 4月1日 | 1889年 (明治22) 4月1日  | 1913年 (大正2) 7月10日    | 1954年 (昭和29) 12月1日 | 1964年 (昭和39) 9月1日 | 1996年 (平成8) 4月1日 | 2001年 (平成13) 4月1日 | 現在   |
| ----------- | ------------- | -------------- | ---------------------- | ----------------------- | ------------------------- | ----------------------- | ---------------------- | --------------------- | ---------------------- | ------ |
|             | 印西牧 の一部 | 十余一村       | 谷清村                 | 白 井 谷 清 村 組 合 村 | 永治村 に編入 組合村 解消 | 白井村 に編入           | 町制                   | 白井町                | 市制                   | 白井市 |
|             | 谷田村        |                | 谷清村                 | 白 井 谷 清 村 組 合 村 | 永治村 に編入 組合村 解消 | 白井村 に編入           | 町制                   | 白井町                | 市制                   | 白井市 |
|             | 清戸村        |                | 谷清村                 | 白 井 谷 清 村 組 合 村 | 永治村 に編入 組合村 解消 | 白井村 に編入           | 町制                   | 白井町                | 市制                   | 白井市 |
|             | 平塚村        | 平塚村         | 永治村                 | 永治村                  | 永治村                    | 白井村 に編入           | 町制                   | 白井町                | 市制                   | 白井市 |
|             | 浦部村        | 浦部村         | 永治村                 | 永治村                  | 永治村                    | 印西町                  | 印西町                 | 市制                  | 印西市                 | 印西市 |
|             | 小倉村        |                | 永治村                 | 永治村                  | 永治村                    | 印西町                  | 印西町                 | 市制                  | 印西市                 | 印西市 |
|             | 和泉村        |                | 永治村                 | 永治村                  | 永治村                    | 印西町                  | 印西町                 | 市制                  | 印西市                 | 印西市 |
|             | 白幡村        |                | 永治村                 | 永治村                  | 永治村                    | 印西町                  | 印西町                 | 市制                  | 印西市                 | 印西市 |
|             | 浦幡新田      |                | 永治村                 | 永治村                  | 永治村                    | 印西町                  | 印西町                 | 市制                  | 印西市                 | 印西市 |
|             | 浦部新田      |                | 永治村                 | 永治村                  | 永治村                    | 印西町                  | 印西町                 | 市制                  | 印西市                 | 印西市 |
|             | 高西新田      |                | 永治村                 | 永治村                  | 永治村                    | 印西町                  | 印西町                 | 市制                  | 印西市                 | 印西市 |

## 教育（廃止直前）

### 廃止時に村内にあった学校
中学校
- 永治村立永治中学校

小学校
- 永治村立永治小学校
- 永治村立永治小学校谷清分校
- 永治村立永治小学校平塚分校

## 参考資料
- 角川日本地名大辞典 千葉県
- 印西市ホームページ 平成31年4月9日閲覧
- 白井市ホームページ 平成31年4月9日閲覧